# アニドルカラーズ
『アニドルカラーズ』は、ボルテージより配信されているスマートフォン用ゲームアプリ。2017年9月7日サービス開始。基本プレイ無料（アイテム課金制）。 ジャンルは「アニマルアイドル育成ゲーム」。
2018年4月17日にメインストーリー第2部の配信とそれに伴うリニューアルが行われた。

## 内容
主人公は、アニドル養成学校「シリウス学園」で、キュアマネージャーとしてアニマルアイドルたちをサポートしていく。

## 登場人物

### 7Colors（セブンカラーズ）
7人の個性溢れるカラーを放つアニドルグループ。略称は「セブカラ」。
朝日悠希（あさひ　ゆうき）
声 - 寺島惇太
カラーは赤。開花アニマルは犬。素直で人懐っこい男の子。日曜大工が趣味。漫画版では主人公を務める。
夏月斗羽（かづき　とわ）
声 - 山谷祥生
カラーは青。開花アニマルは豹。警戒心が強く誰に対しても毒舌。
不知火 颯（しらぬい　はやて）
声 - 白井悠介
カラーは紫。開花アニマルは猫。他人の言うことをきかず、「努力」という言葉が嫌い。
蓮水巴瑠（はすみ　はる）
声 - 鈴木裕斗
カラーは水色。開花アニマルはあひる。鏡を見ることが大好きなナルシスト。
土岐結人（とき　ゆいと）
声 - 土岐隼一
カラーはピンク。開花アニマルはうさぎ。面倒見がいいスポーツマン。
柚木真哉（ゆづき　まさや）
声 - 八代拓
カラーは緑。開花アニマルは牛。穏やかな性格のリーダー。
金森碧叶（かなもり りくと）
声 - 榎木淳弥
カラーはオレンジ。開花アニマルは犬。茶目っ気たっぷりな副リーダー。九州の方言が混じる。

### Clarity（クラリティー）
春宮亜蘭（はるみや あらん）
声 - 畠中祐
夏月 雫（かづき しずく）
声 - 中澤まさとも
寿秋 誉（すあき ほまれ）
声 - 武内駿輔
冬弥 要（とうや かなめ）
声 - 森嶋秀太

### RUSH（ラッシュ）
一色虎雄（いっしき　とらお）
声 - 濱健人
十郷　理（そごう　おさむ）
声 - 古川慎
百瀬かすみ（ももせ　かすみ）
声 - 上村祐翔
千堂勝利（せんどう　しょうり）
声 - 増田俊樹
万智綾太（まち　あやた）
声 - 小林裕介

### Majestic Story（マジェスティックストーリー）
ヨウ（よう）
声 - 立花慎之介
ノア（のあ）
声 - 蒼井翔太
カイ（かい）
声 - KENN

## スタッフ
- キャラクターデザイン - 三月リヒト
- メインシナリオライター - 七瀬みお

## コミカライズ
三尾じゅん太による作画で、『ARIA』（講談社）にて2017年12月号から2018年6月号まで、『Palcy』（講談社・pixiv）にて2018年8月2日から2019年11月15日まで連載。諸般の事情で全7話。単行本が1巻と、電子書籍で第7話の分冊版が刊行。
- アニドルカラーズ 1（2018年9月7日発売[10]、ISBN 978-4-06-513283-8）

## ステージ
シリウス学園編（2018年版）、シリウス学園編（2020年版）、ライブ公演には、題名のアニドルカラーズの後に「!」が付いている。

### 舞台

#### シリウス学園編
- 『アニドルカラーズ! キュアステージ 〜シリウス学園編〜』（2018年版）が、2018年6月30日・7月1日・7日・8日に東京ドームシティ シアターGロッソで公演された[11]。ボルテージの監修のもと、脚本・演出をほさかようが担当した。

- 『アニドルカラーズ! キュアステージ 〜シリウス学園編〜』（2020年版）が、2020年8月27日から9月2日にかけて千住ミルディスI番館シアター1010で公演される予定だった[12]が、新型コロナウイルス感染症の影響で中止になった。代わりにオンラインファンミーティング『キュアステファンミ ～目指せ、シリウスの頂点！全員集合SP～』が2020年8月29日にライブ配信プラットフォームのZAIKOで配信された[13]。

#### ライブ
- 『アニドルカラーズ! キュアステージ』が、2019年1月12日から20日にかけて東京ドームシティ シアターGロッソで公演された[14]。ライブパートをメインとしたライブステージ[15]。脚本・振付はMAMORUが担当した。

#### SHUFFLE REVUE
- 『アニドルカラーズ キュアステージ SHUFFLE REVUE』が、2021年2月10日から2月14日にかけて千住ミルディスI番館シアター1010で公演された[16]。脚本・演出をほさかよう、振付をMAMORU。

#### Clarity Live
- 『アニドルカラーズ キュアステージ Clarity Showcase Live -Chapter０-』が、2021年7月20日から22日にかけて赤羽ReNY alphaで公演された。ただし、会場施設の水漏れトラブルにより最終日の日中の公演は時間変更になり[17]、千穐楽公演も安全のため中止になった[18]。Clarity単独の公演で、ゲームでは描かれていないデビュー前を表現した内容となっている[19]。“Showcase Live”という形の公演なので、開催決定時にはミニライブであるように発表された[20]。

- 『アニドルカラーズ キュアステージ Clarity Live Chapter1 -Prisoner-』が、2022年4月8日から10日に赤羽ReNY alphaと4月16日から17日に心斎橋SOMAで公演された。[21]

#### Jump to the Future
- 『アニドルカラーズ キュアステージ -Jump to the Future-』が、2022年5月27日から31日にオルタナティブシアターで公演された。脚本・演出をほさかよう[22]

### ステージキャスト一覧
7Colors [シリウス学園編、ライブ、SHUFFLE REVUE、Jump to the Future]
- 朝日悠希 - 辻諒
- 夏月斗羽 - 阿部快征
- 不知火颯 - 岸本勇太
- 蓮水巴瑠 - 樋口裕太
- 土岐結人 - 登野城佑真
- 柚木真哉 - 小林涼
- 金森碧叶
  - 植田慎一郎（※SHUFFLE REVUE 声の出演、Jump to the Future）
  - 山内涼平（Jump to the Future）

Clarity [シリウス学園編、ライブ、SHUFFLE REVUE、Clarity Showcase Live、Clarity Live Chapter1]
- 春宮亜蘭 
  - 石渡真修（ライブ以外、※SHUFFLE REVUE 声の出演）
  - 荒一陽（ライブ）
- 夏月雫
  - 田村心（2018年版舞台）
  - 西野龍太（ライブ）
  - 上仁樹（2020年版舞台、キュアステファンミ以降）
- 寿秋誉 - 田中晃平
- 冬弥要 - 白石康介

RUSH [Jump to the Future]
- 一色虎雄 - 縣豪紀
- 十郷理 - 瀬戸啓太
- 百瀬かすみ - 杉山真宏
- 千堂勝利 - 谷水力
- 万智綾太 - 川本光貴

Majestic Story [Jump to the Future]
- ヨウ - 三谷怜央

Clarityのマネージャー
- 司東真幸 
  - 氏家洸（2018年版舞台）
  - 米原幸佑（ライブ）
  - 藤縄雄大（2020年版舞台）

不知火颯の父親
- 不知火郷
  - 木下政治（2018年版舞台、2020年版舞台）
  - 平野靖幸（Jump to the Future）

舞台オリジナルキャラクター
- 舞園令 - 瑞野史人（SHUFFLE REVUE）